# Kattehale Mose
Kattehale Mose  ligger  i Nordøstsjælland ca. 3,5 km nord for Farum. Den ligger op til og er en del af  Natura 2000-område  nr. 137 Kattehale Mose.
Kattehale Mose, som oprindelig var en højmose, ligger centralt i   naturfredningen Allerød Sø - Kattehale Mose hvis første del blev oprettet som lysåben tørveparcelmose af Overfredningsnævnet i 1943. Arealet udgjorde da  ca. 8 hektar, som blev udvidet til ca. 61 hektar i 2008 
I området findes en mosaik af  naturtyper i harmonisk naturskønhed. Her er mulighed for at se mange forskellige fugle, dagsommerfugle, blomster og dyr, også sjældnere arter som ikke findes mange andre steder i regionen. 
Området veksler  mellem gamle husdyrgræssede overdrev med store høslætsarealer, stævningsskov, sumpskov, løvenge, ædelløvskov, krat, fattigkær og tørvemoser. Området er en særdeles god småfugle- og rovfuglelokalitet, og i træktiden ses ofte usædvanlige gæster, der overflyver eller raster.
Området er præget af 1800-tallets intensive råstofudnyttelse i form af ler- og tørvegravning. Jordbunden indeholder god, fed ler, men landskabets brudte topografi med mange vandhuller og småsøer har gjort området marginalt i landbrugsmæssig betydning, hvilket har medført at området blevet skånet for den almindelige landbrugsmæssige udvikling, som har fundet sted i det øvrige landbrugsland med udviskning af det gamle landskabs karakter og indhold til følge. der har været to teglværker blev anlagt med vidtstrakte tipvogns-traceer, og en storstilet teglproduktion af mursten og tagtegl begyndte, hvor tørven blev anvendt som brændsel.

## Flora
Floraen er varieret og artsrig med arter, der tilhører både næringsrige og næringsfattige plantesamfund. Herudover findes arter fra såvel tørbundsamfund, som deciderede fugtigbundsarter. I Kattehale Mose med sphagnummosser og surt vand finder vi en speciel flora knyttet til ekstremt næringsfattige forhold. Her findes f.eks. rundbladet soldug, tranebær, mosebølle, kragefod, blåbær og hedelyng. Desværre er afgravede tørvemoser i disse år meget udsat for tilgroning med vedplanter bl.a. på grund af det øgede næringsindhold i regnvand, hvilket også går ud over  Kattehale Mose.

## Fauna
Fuglelivet, især småfuglene, har vældig gode vilkår i det mosaikagtige landskab med mange små og større lysninger. Af specialiteter skal nævnes broget fluesnapper, rødrygget tornskade, rødstjert, træløber, spætmejse, halemejse, lille- og stor flagspætte, munk, kærnebider, nattergal og rørsanger.
En fugl som er blevet hyppigere og som høres mere end den ses, er ravnen. Ofte hører man dens karakteristiske stemme og finder den cirklende højt oppe.
De fleste af Danmarks ynglende rovfugle kan ses i området, som er omgivet af store skovarealer.
Der findes  Stor vandsalamander i mosen og sandsynligvis i egnede vandhuller i Allerød Sø-området. En bestand af det sjældne markfirben blev genopdaget på Karen Sophieshøj i 2007 og på et naboareal i 2009. Af padder optræder de almindelige arter i stort antal.
Insektlivet har fået en opblomstring i forbindelse med, at plejen har genskabt lysåbne blomsterrige arealer, med bl.a. forekomster af guldsmede og dagsommerfugle. En af landets bedste forekomster af den sjældne stor kærguldsmed og (mere fåtalligt) grøn mosaikguldsmed findes i Kattehale Mose og i de nærliggende skoves vådområder.

## Eksterne kilder og henvisninger
1. ↑  Fredningskendelse 2008
2. 1 2 3 4  Om fredningen på fredninger.dk

- Kort over området på miljoegis.mim.dk
- Naturplan 137 Arkiveret 14. juli 2019 hos  Wayback Machine

|  | Denne artikel om lokaliteten Kattehale Mose kan blive bedre, hvis der indsættes et (bedre) billede. Du kan hjælpe ved at afsøge Wikimedia Commons for et passende billede eller lægge et op på Wikimedia Commons med en af de tilladte licenser og indsætte det i artiklen. |

55°51′19.1″N 12°22′8.12″Ø / 55.855306°N 12.3689222°Ø